# 桑山城
桑山城（くわやまじょう）は、富山県南砺市川西にあった戦国時代の日本の城（山城）。とやま城郭カードNo.50。また「とやま文化財百選」の1つに選ばれている。

## 概要
南砺市の福光市街地から北西、小矢部川の中流域左岸に面した標高292メートルの桑山山頂に位置する。城の縄張りは南北100メートル×東西100メートルを測る。
本曲輪は桑山火宮社と言う神社の北側に位置し、神社境内との間には、屈曲した横矢掛け構造の堀切を持つ。本曲輪北側には切岸が巡り、その下に空堀と帯曲輪を展開している。他に櫓台や土橋、土塁等も残る。
築城年代は不明だが、15世紀後半には桑山東麓の福光城主・石黒氏の支城として坊坂四郎左衛門が守備に入っていた。しかし1481年（文明13年）に、石黒光義および天台宗医王山惣海寺と、浄土真宗瑞泉寺率いる越中一向一揆勢が衝突し田屋川原の戦いが起ると、坊坂が一揆側に寝返り福光城と惣海寺に火を放ったため、石黒方は壊滅した。
なお、南砺市福光にある光徳寺の由緒によると、文明年間に加賀井家荘砂子坂に高坂四郎左衛門という武勇を知られた武士がいたとされる。高坂四郎左衛門には子がいなかったことにより、舎弟の高坂治部尉を後嗣としたが、高坂治部尉は吉崎滞在中の蓮如の教えを受けて浄土真宗に帰依した。やがて高坂治部卿は道乗という法名を名乗り、1471年（文明3年）に砂子坂道場を開いたが、これが現在の光徳寺と城端別院善徳寺の前身となる。「高坂四郎左衛門」は加越国境地帯を拠点とする点、浄土真宗の外護者であった点で坊坂四郎左衛門と共通しており、両者は同一人物であったと推定されている。
廃城年代は不明だが、遺構は戦国時代後期の形態を留めているという。